# Divize D 1984/1985
V soubojích 20. ročníku Moravskoslezské divize D 1984/85 (jedna ze skupin 4. fotbalové ligy) se utkalo 16 týmů dvoukolovým systémem podzim–jaro. Tento ročník začal v srpnu 1984 a skončil v červnu 1985. Od tohoto ročníku byla Divize D opět rozšířena na 16 účastníků (1965/66 – 1968/69 a 1980/81 – 1983/84 měla 14 účastníků).

## Nové týmy v sezoně 1984/85
- Ze III. ligy – sk. B 1983/84 sestoupilo do Divize D mužstvo TJ Zbrojovka Vsetín.
- Z Jihomoravského krajského přeboru 1983/84 postoupilo vítězné mužstvo TJ Spartak ČKD Blansko (vítěz skupiny A, který uspěl v kvalifikaci o postup do divize proti vítězi skupiny B, jímž bylo mužstvo TJ Spartak Hulín).[1][2][3]
- Ze Severomoravského krajského přeboru 1983/84 postoupila 3 mužstva: TJ Baník OKD Ostrava „B“, TJ Vítkovice „B“ (skupina A) a TJ Sigma ZTS Olomouc „B“ (skupina B).[4]
- Z Východočeského krajského přeboru 1983/84 postoupilo vítězné mužstvo TJ Jiskra TMS Holice.[5]

## Konečná tabulka
Zdroj: 
| Poř. | Tým                          | Z  | V  | R  | P  | VG | OG | B  |
| ---- | ---------------------------- | -- | -- | -- | -- | -- | -- | -- |
| 1.   | TJ Baník OKD Ostrava „B“ (N) | 30 | 21 | 4  | 5  | 73 | 23 | 46 |
| 2.   | TJ NHKG Ostrava              | 30 | 15 | 7  | 8  | 68 | 32 | 37 |
| 3.   | TJ US Uničov                 | 30 | 16 | 4  | 10 | 45 | 33 | 36 |
| 4.   | TJ Tatran PKZ Poštorná       | 30 | 13 | 8  | 9  | 43 | 36 | 34 |
| 5.   | TJ Baník 1. máj Karviná      | 30 | 13 | 7  | 10 | 43 | 32 | 33 |
| 6.   | TJ Sigma ZTS Olomouc „B“ (N) | 30 | 13 | 6  | 11 | 45 | 41 | 32 |
| 7.   | TJ Spartak ČKD Blansko (N)   | 30 | 11 | 8  | 11 | 50 | 32 | 30 |
| 8.   | TJ Sigma Hranice             | 30 | 9  | 11 | 10 | 32 | 33 | 29 |
| 9.   | TJ Jiskra TMS Holice (N)     | 30 | 11 | 6  | 13 | 41 | 51 | 28 |
| 10.  | TJ Jiskra Kyjov              | 30 | 12 | 4  | 14 | 34 | 50 | 28 |
| 11.  | TJ Baník ČSA Karviná         | 30 | 11 | 6  | 13 | 32 | 48 | 28 |
| 12.  | TJ Baník Horní Suchá         | 30 | 11 | 5  | 14 | 40 | 38 | 27 |
| 13.  | TJ Zetor Brno                | 30 | 11 | 5  | 14 | 39 | 55 | 27 |
| 14.  | TJ TŽ Třinec „B“             | 30 | 12 | 1  | 17 | 32 | 59 | 25 |
| 15.  | TJ Zbrojovka Vsetín (S)      | 30 | 9  | 5  | 16 | 31 | 51 | 23 |
| 16.  | TJ Vítkovice „B“ (N)         | 30 | 6  | 5  | 19 | 27 | 61 | 17 |

Poznámky:
- Z = Odehrané zápasy; V = Vítězství; R = Remízy; P = Prohry; VG = Vstřelené góly; OG = Obdržené góly; B = Body; (S) = Mužstvo sestoupivší z vyšší soutěže; (N) = Mužstvo postoupivší z nižší soutěže (nováček)

|  | Postup do III. ligy – sk. B 1985/86                          |
|  | Přechod do Divize C 1985/86                                  |
|  | Sestup do Severomoravského krajského přeboru – sk. A 1985/86 |
|  | Sestup do Severomoravského krajského přeboru – sk. B 1985/86 |